# Beata Szałwińska
Beata Szałwińska (Varsavia, 9 febbraio 1966) è una pianista polacca.

## Biografia
La sua formazione musicale ha seguito il seguente percorso:
- 1972-1980: Ecole de musique Emil Mlynarski  a Varsavia (Polonia)
- 1980-1985: Józef Elsner Secondary Music School con Anna Radziwonowicz a Varsavia
- 1980-1985:  Master of Arts - Frederic Chopin Academy of Music con Barbara Muszynska a Varsavia
- 1992-1993: Ecole Normale de Musique A. Cortot, con Marian Rybicki a Parigi.
- 1992-1994 : ‘'Conservatoire de Musique d'Olivier Messiaen'’ con Sergiei Markarov.

Szałwińska ha eseguito concerti in Polonia, Germania, Belgio, Danimarca, Francia, Lussemburgo, Svizzera, e insegna in Lussemburgo al Conservatoire du Nord. Ha eseguito anche il repertorio di Astor Piazzolla con l'Aconcagua Quintet, con cui ha partecipato a festival e concerti in Francia, Lussemburgo e Germania.

## Discografia
- CD di concerti per pianoforte e orchestra di Ravel, Schubert, Chopin, Skrjabin e Szymanowski